# Cushendall
Cushendall är en ort i Storbritannien.   Den ligger i riksdelen Nordirland, i den västra delen av landet, 500 km nordväst om huvudstaden London. Cushendall ligger 16 meter över havet och antalet invånare är 1 226.
Terrängen runt Cushendall är kuperad åt sydväst, men åt nordost är den platt. Havet är nära Cushendall åt nordost. Runt Cushendall är det ganska glesbefolkat, med 43 invånare per kvadratkilometer. Närmaste större samhälle är Ballycastle, 17,9 km nordväst om Cushendall. Trakten runt Cushendall består i huvudsak av gräsmarker.